# Ruder-Weltmeisterschaften 1983
Die Ruder-Weltmeisterschaften 1983 wurden auf der Regattabahn Duisburg in Deutschland unter dem Regelwerk des Weltruderverbandes (FISA) ausgetragen. In 18 Bootsklassen wurden dabei Ruder-Weltmeister ermittelt. Die Finals fanden am 3. und 4. September 1983 statt.

## Ergebnisse
Hier sind die Medaillengewinner aus den A-Finals aufgelistet. Diese waren mit sechs Booten besetzt, die sich über Vor- und Hoffnungsläufe sowie Halbfinals für das Finale qualifizieren mussten. Die Streckenlänge betrug in allen Läufen der Männer 2000 Meter, in allen Läufen der Frauen 1000 Meter.

### Männer
| Bootsklasse                                  | Gold | Gold    | Silber | Silber  | Bronze | Bronze  |
| -------------------------------------------- | --- | ------- | --- | ------- | --- | ------- |
| Einer (M1x)                                  | BR Deutschland Peter-Michael Kolbe | 6:49,88 | Deutsche Demokratische Republik Uwe Mund | 6:51,70 | Vereinigte Staaten Christopher Wood | 6:54,30 |
| Leichtgewichts-Einer (LM1x)                  | Dänemark Bjarne Eltang | 7:07,35 | Vereinigtes Königreich John Melvin | 7:09,84 | BR Deutschland Gerd Naujoks | 7:10,08 |
| Doppelzweier (M2x)                           | Deutsche Demokratische Republik Thomas Lange Uwe Heppner | 6:20,17 | Norwegen Rolf Thorsen Alf Hansen | 6:23,43 | BR Deutschland Andreas Schmelz Georg Agrikola | 6:23,63 |
| Leichtgewichts-Doppelzweier (LM2x)           | Italien Francesco Esposito Ruggero Verroca | 6:25,42 | Frankreich Luc Crispon Thierry Renault | 6:30,73 | Schweiz Roland Rosset Pius Z’Rotz | 6:31,92 |
| Doppelvierer (M4x)                           | BR Deutschland Albert Hedderich Raimund Hörmann Dieter Wiedenmann Michael Dürsch | 5:45,97 | Deutsche Demokratische Republik Karl-Heinz Bußert Martin Winter Rüdiger Reiche Joachim Dreifke                                                                       | 5:47,87 | Italien Piero Poli Renato Gaeta Antonio Dell’Aquila Stefano Lari                                                                                 | 5:49,79 |
| Zweier ohne Steuermann (M2-)                 | Deutsche Demokratische Republik Carl Ertel Ulf Sauerbrey | 6:35,85 | Sowjetunion Wiktor Perewersew Gennadi Krjutschkin | 6:37,92 | Norwegen Hans Magnus Grepperud Sverre Løken | 6:39,72 |
| Zweier mit Steuermann (M2+)                  | Deutsche Demokratische Republik Thomas Greiner Ullrich Dießner Andreas Gregor (Stm.) | 6:49,75 | Sowjetunion Stasis Narushaitis Igor Maistrenko Petr Petrinitsch (Stm.)                                                                                               | 6:53,23 | Italien Carmine Abbagnale Giuseppe Abbagnale Giuseppe Di Capua (Stm.)                                                                            | 6:55,45 |
| Vierer ohne Steuermann (M4-)                 | BR Deutschland Norbert Keßlau Volker Grabow Jörg Puttlitz Guido Grabow | 5:57,02 | Sowjetunion Nikolai Pimenow Alexander Kulagin Juri Pimenow Žoržs Tikmers                                                                                             | 5:57,39 | Schweden Anders Wilgotson Hans Svensson Lars-Åke Lindqvist Anders Larson                                                                         | 6:01,54 |
| Leichtgewichts-Vierer ohne Steuermann (LM4-) | Spanien Alberto Molina Castillo Luis María Moreno Perpiñá José María de Marco Pérez Juan María Altuna Muñoa | 6:16,47 | Vereinigtes Königreich Christopher Bates Carl Smith Ian Wilson Stuart Forbes                                                                                         | 6:19,13 | Dänemark Richard Biller Michael Djervig Vagn Nielsen Karsten Kobbernagel                                                                         | 6:19,48 |
| Vierer mit Steuermann (M4+)                  | Neuseeland Conrad Robertson Gregory Johnston Keith Trask Leslie O’Connell Brett Hollister (Stm.) | 6:13,89 | Deutsche Demokratische Republik Dietmar Schiller Jörg Friedrich Bernd Niesecke Bernd Eichwurzel Klaus-Dieter Ludwig (Stm.)                                           | 6:16,29 | Sowjetunion Sergei Frolow Jonas Pinskus Jonas Narmontas Wladimir Semin Wladimir Nischegorodow (Stm.)                                             | 6:16,98 |
| Achter (M8+)                                 | Neuseeland Mike Stanley Andrew Stevenson David Rodger Roger White-Parsons Christopher White Barrie Mabbott George Keys Nigel Atherfold Andrew Hay (Stm.)                                                                    | 5:34,39 | Deutsche Demokratische Republik Klaus Büttner Uwe Gasch Gert Uebeler Karsten Schmeling Ralf Brudel Harald Jährling Jürgen Seyfarth Bernd Höing Hendrik Reiher (Stm.) | 5:35,94 | Australien Samuel Patten Bruce Keynes Ian Edmunds David Doyle James Battersby Timothy Willoughby Ion Popa John Quigley Gavin Thredgold (Stm.)    | 5:38,04 |
| Leichtgewichts-Achter (LM8+)                 | Spanien Alejandro Moya Giné José Manuel Canete Lopez Eulogio Génova Emezabel Carlos Muniesa Ferrero José Crespo Hidalgo Enrique Briones Pérez Victor Llorente Rodriguez Benito Elizalde Etxezarreta José Rojí Blanco (Stm.) | 5:45,05 | Australien Brian Digby Paul Harvey Greg Raszyk Richard Hay Peter Antonie Bruce House Ian Jordan Stephen Spurling Graeme Barns (Stm.)                                 | 5:46,75 | Dänemark Mikael Espersen Kim Hagsted Ivar Molgaard Leif Jacobsen Søren Hansson Flemming Jensen Jan Christensen Bent Fransson Henrik Kruse (Stm.) | 5:46,86 |

### Frauen
| Bootsklasse                        | Gold | Gold    | Silber | Silber  | Bronze | Bronze  |
| ---------------------------------- | --- | ------- | --- | ------- | --- | ------- |
| Einer (W1x)                        | Deutsche Demokratische Republik Jutta Hampe-Behrendt | 3:36,51 | Sowjetunion Irina Fetissowa | 3:37,79 | Vereinigte Staaten Virginia Gilder | 3:39,05 |
| Doppelzweier (W2x)                 | Deutsche Demokratische Republik Jutta Schenk Martina Schröter | 3:13,44 | Sowjetunion Jelena Matijewskaja Antonina Machina | 3:14,28 | Rumänien Mărioara Popescu Elisabeta Lipă | 3:15,45 |
| Doppelvierer mit Steuerfrau (W4x+) | Sowjetunion Tatjana Baschkatowa Olga Kaspina Jelena Chlopzewa Larissa Popowa Maria Semskowa-Korotkowa (Stf.)                                                               | 3:02,48 | Deutsche Demokratische Republik Kerstin Kirst Kerstin Pieloth Cornelia Linse Sylvia Schwabe Andrea Rost (Stf.)                                                                | 3:04,51 | Bulgarien Stefka Madina Teodora Lazarowa Margarita Dobtschewa Violeta Ninowa Greta Georgjewa (Stf.)                                                                        | 3:10,69 |
| Zweier ohne Steuerfrau (W2-)       | Deutsche Demokratische Republik Marita Gasch Silvia Fröhlich | 3:26,68 | Rumänien Rodica Arba Elena Horvat | 3:32,13 | Kanada Patricia Smith Elizabeth Craig | 3:33,52 |
| Vierer mit Steuerfrau (W4+)        | Deutsche Demokratische Republik Claudia Noack Iris Rudolph Sigrid Anders Carola Miseler Carola Richter (Stf.)                                                              | 3:11,18 | Rumänien Florica Lavric Maria Fricioiu Chira Apostol Olga Homeghi Viorica Ioja (Stf.)                                                                                         | 3:14,11 | Sowjetunion Feodosia Kaleinikowa Walentina Semenowa Swetlana Semjonowa Angelina Kaolikauskaite Nina Tscheremissina (Stf.)                                                  | 3:14,36 |
| Achter (W8+)                       | Sowjetunion Sarmīte Stone Lidija Awerjanowa Ludmila Konoplewa Marina Studnewa Nina Umanez Olena Teroschyna Natalija Jazenko Jelena Makuschkina Waljanzina Chochlawa (Stf.) | 2:56,22 | Vereinigte Staaten Kristen Thorsness Patricia Spratlen Shyril O’Steen Carolyn Graves Carol Bower Kristine Norelius Janet Harville Harriet Metcalf Valerie McClain-Ward (Stf.) | 2:58,14 | Deutsche Demokratische Republik Susann Heinicke Viola Kestler Annekatrin Jage Karin Metze Steffi Götzelt Carola Lichey Sabine Portius Ramona Hein Kirsten Strohbach (Stf.) | 2:59,06 |

## Medaillenspiegel
| Platz | Land                            | Gold | Silber | Bronze | Gesamt |
| ----- | ------------------------------- | ---- | ------ | ------ | ------ |
| 1     | Deutsche Demokratische Republik | 7    | 5      | 1      | 13     |
| 2     | BR Deutschland                  | 3    |        | 2      | 5      |
| 3     | Sowjetunion                     | 2    | 5      | 2      | 9      |
| 4     | Spanien                         | 2    |        |        | 2      |
| 4     | Neuseeland                      | 2    |        |        | 2      |
| 6     | Dänemark                        | 1    |        | 2      | 3      |
| 6     | Italien                         | 1    |        | 2      | 3      |
| 8     | Rumänien                        |      | 2      | 1      | 3      |
| 9     | Vereinigtes Königreich          |      | 2      |        | 2      |
| 10    | Vereinigte Staaten              |      | 1      | 2      | 3      |
| 11    | Australien                      |      | 1      | 1      | 2      |
| 11    | Norwegen                        |      | 1      | 1      | 2      |
| 13    | Frankreich                      |      | 1      |        | 1      |
| 14    | Bulgarien                       |      |        | 1      | 1      |
| 14    | Kanada                          |      |        | 1      | 1      |
| 14    | Schweiz                         |      |        | 1      | 1      |
| 14    | Schweden                        |      |        | 1      | 1      |
| Summe | Summe                           | 18   | 18     | 18     | 54     |